# Phytoecia anatolica
Phytoecia anatolica là một loài bọ cánh cứng trong họ Cerambycidae.